# Héctor Moreno
Héctor Alfredo Moreno Herrera (Culiacán, 17 de janeiro de 1988) é um futebolista mexicano que atua como zagueiro. Atualmente, joga pelo Monterrey.

## Carreira
Em disputa pela bola contra Luke Shaw do Manchester United em setembro de 2015 pela Liga dos Campeões da UEFA de 2015–16 infligiu a este dupla fratura na perna, que necessitou de intervenção cirúrgica.
Em 13 de junho de 2017, assinou com a Roma até junho de 2021.

## Seleção mexicana
Pela Seleção Mexicana, o atleta participou da Copa do Mundo FIFA de 2010 e de 2014.
Em 31 de janeiro de 2018, foi emprestado para a Real Sociedad.

## Títulos
AZ Alkmaar
- Campeonato Holandês: 2008–09
- Supercopa da Holanda: 2009

PSV
- Campeonato Holandês: 2014–15, 2015–16

Seleção Mexicana
- Copa Ouro da CONCACAF: 2011
- Mundial Sub-17: 2005